# وادي سناء (السوم)

تعديل مصدري - تعديل

وادي سناء هي إحدى قرى عزلة السوم بمديرية السوم التابعة لمحافظة حضرموت، بلغ تعداد سكانها 128 نسمة حسب تعداد اليمن لعام 2004.